# Politikåret 1843

## Händelser
- 5 januari - Lars Herman Gyllenhaal efterträder Carl Petter Törnebladh som Sveriges justitiestatsminister.[1]
- 28 augusti - Sockenstämma, Sockennämnd och kyrkoråd införs i Sverige.[2]
- 13 december - Storbritannien erkänner Lesotho.[3]

### Fotnoter
1. ↑  ”Sweden” (på engelska). World Statesmen. http://www.worldstatesmen.org/Sweden.html. Läst 29 juli 2015.
2. ↑  ”Svensk literatur-tidskrift. 1868 /”. Projekt Runeberg. https://runeberg.org/littid68/0460.html. Läst 29 juli 2015.
3. ↑  ”Lesotho” (på engelska). World Statesmen. http://www.worldstatesmen.org/Lesotho.htm. Läst 29 juli 2015.